# Xestia plebeia
Xestia plebeia är en fjärilsart som beskrevs av Smith 1898. Xestia plebeia ingår i släktet Xestia och familjen nattflyn. Inga underarter finns listade i Catalogue of Life.